# Cim (cartografia)

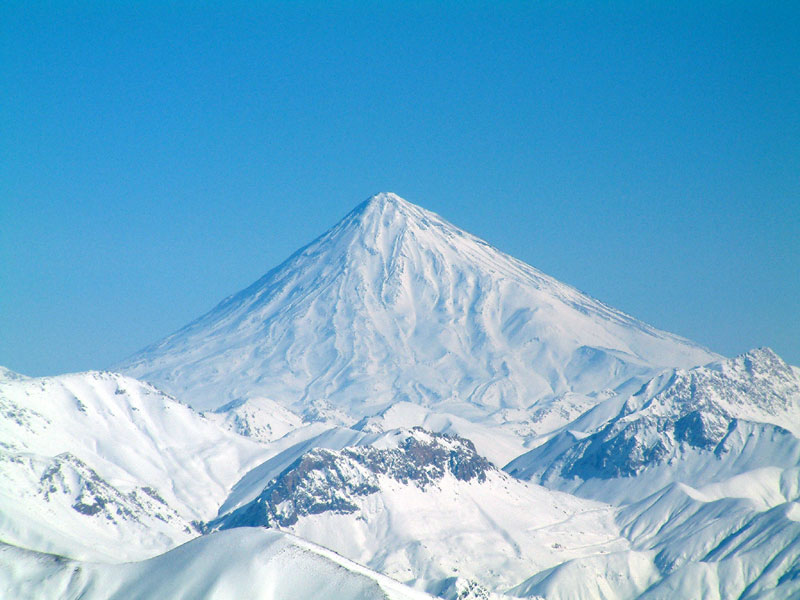
La Muntanya Damavand a l'hivern (Iran).

En cartografia, el cim, cimal o capcer és la part més alta d'un turó o muntanya. Les corbes de nivell es disposen de manera concèntrica, disminuint el seu perímetre i augmentant el seu valor altitudinal, cap a l'interior. Sovint, la part culminant del cim és representada per una cota que indica la seva altitud. En català, els cims aguts solen rebre el nom de pic i fins i tot pica (com ara el més elevat de Catalunya, la Pica d'Estats), en alguns casos punta, o en certes regions, tuc (manlleu de l'aranès i de l'occità en general), capdamunt i capcaramull i a vegades tuca, mentre que els cims més aviat planers i desproveïts d'arbres poden rebre el nom de ras (rasos). Si el cim és agut és dit cuculla i si ho és molt agulla.
El cim més alt del món és l'Everest amb una alçada de 8.848,86 m sobre el nivell del mar. La primera ascensió oficial la van fer Tenzing Norgay i Sir Edmund Hillary. Van arribar al cim de la muntanya el 1953.
Si un punt més alt es classifica com un cim, un subpic o una muntanya separada és subjectiu. La definició de la Federació Internacional d'Escalada i Muntanyisme d'un cim de 4.000 m és que té una prominència de 30 metres o més; és un cim de muntanya si té una prominència d'almenys 300 metres. En cas contrari, és un subpic.